# Alegría (show)
Alegría (1994) was een show van Cirque du Soleil, gecreëerd door en onder regie van Franco Dragone.

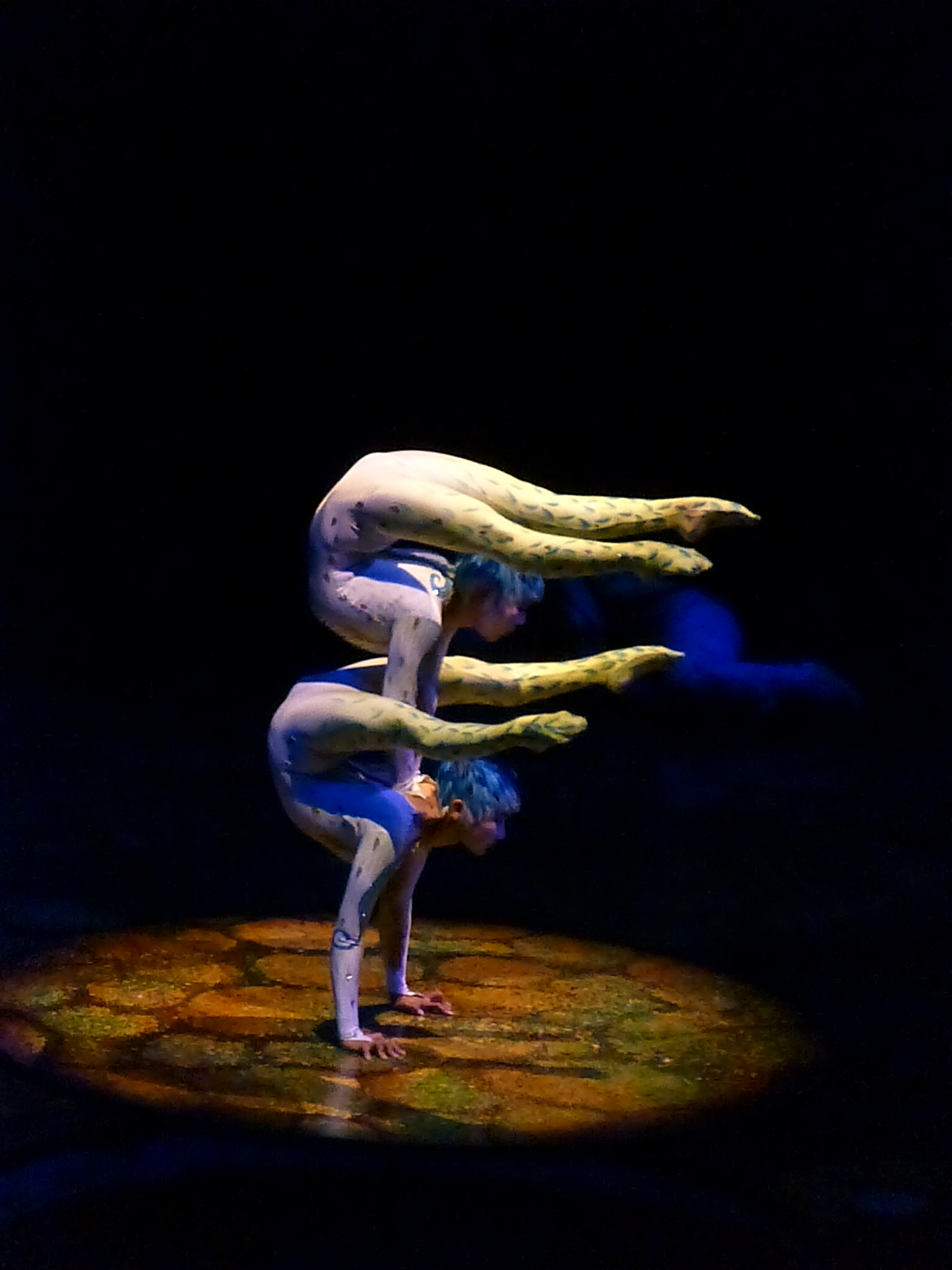
Contortion, Alegría 2012 in Istanbul, Turkije

Alegría gaat over een machtsstrijd. Het is een koninkrijk zonder koning. De oude nar denkt dat hij de baas is. De oude nostalgische vogels, de engelen en de contortionisten willen de macht graag hebben.
Alegría bestaat uit verscheiden optredens, waaronder zang en dans. Er zijn twee zangeressen in Alegría. De witte zangeres staat voor vreugde en plezier. De zwarte zangeres is de donkere kant van de witte. Samen zorgen zij voor de zang in de show.
Alegría is Spaans voor "vreugde". Het nummer 'Alegría' stond in 1997 in de top-40.
In 1997 was Alegría voor het eerst te zien in Antwerpen. Van 14 juli t/m 20 augustus 2006 streek Cirque du Soleil opnieuw neer in Antwerpen en was Alegría voor de tweede maal te bewonderen door het Belgische publiek.
De voorstelling Alegría was ook te zien in Amsterdam in 1997 en trok toen ruim 193.000 bezoekers.
Van 6 t/m 9 december 2012 was Alegría te zien voor het Nederlandse publiek in Ahoy Rotterdam. Na deze optredens vervolgde het gezelschap zijn reis door de rest van Europa.
Op 29 december 2013 vond de allerlaatste show van Alegría plaats. De voorstelling liep intussen al 19 jaar, wat het bestuur van Cirque du Soleil reden vond om de show met pensioen te sturen. De uitgekozen locatie voor de allerlaatste opvoering was Antwerpen.
In 2020 werd de show hernomen, met stops in 2025 in Brussel en Knokke-Heist.

## Karakters
De karakters die voorkomen in de show:
The Black SingerDe Zwarte Zangeres is het alter ego van de Witte Zangeres. In haar elegante zwarte jurk weerspiegelt zij met die van de Witte Zangeres wat doelt op vele geheimen in haar donkere hart.
ClownsDe Clowns zijn de sociale commentatoren van Alegría. Ze weerspiegelen de eeuwige geest van de mensheid. Geaard en realistisch geven zij een komische en kinderachtige draai in de wereld van het circus.
FleurDe Oude Nar is de gids door de wereld van Alegría, maar is onbetrouwbaar, onaards en onvoorspelbaar. Gekleed in een rode fluwelen jasje, zwarte hoed en juwelen vest paradeert hij gebocheld rond met zijn verlichte scepter.
Nostalgic Old BirdsDe Nostalgische Oude Duiven zijn nog steeds overtuigd van hun schoonheid, maar ze zijn gedraaid, vervormd en lelijk. Ze dragen fantasierijke hoeden en flamboyante kledij waar zij zich achter verschuilen.
The NymphsDe Nimfen zijn jeugdig en etherisch. Hun betoverde dans laat het hardste hart smelten en stralen sensualiteit en schoonheid uit als over het podium glijden!
TamirDe Tamier is altijd beschikbaar en behulpzaam en verschijnt op een magische wijze wanneer het nodig is om dan ineens te verdwijnen wanneer zijn missie voldaan is.
The White SingerDe Witte Zangeres vertelt ons in een lied hoe zij de wereld om haar ziet. Ze zingt melancholie en wanhoop, van vreugde en geluk. Door haar lichtgevende jurk, juwelen en parels lijkt zij net een porseleinen pop in een sieradendoos.

## Acts
Aerial High Bar40 meter boven de grond vormen 3 hoge bars de speeltuin voor gedurfde acrobaten. Zij vliegen van arm naar arm en op hun knieën op een schommel.
ContortionDe jonge, maar ervaren artiesten brengen verfijnde kunst van de Mongoolse contorsie tot leven. Op een roterende tafel brengen zij prestaties ter been van flexibiliteit en balans in vloeiende bewegingen. Dit resulteert in buitengewone gebeeldhouwde vormen.
Fire-knife DanceDeze authentieke rituele dans wordt uitgevoerd op het ritme van Congo drums. De fakkels vliegen rond hun hele lichaam, van de voeten naar de handpalmen naar de mond, in een verleidelijke gevaarlijke dans.
Flying ManZwaartekracht speelt geen part in deze krachtige gracieuze prestaties. Het combinatie van ongelooflijke vaardigheid, behendigheid en kracht brengen dit tot een zweverig geheel.
Hand balancingRomantisch en elegant, deze daad vergt veel kracht en flexibiliteit. Er wordt gebalanceerd op stokken van verschillende hoogte, snelheden.
ManipulationIn combinatie met ritmische gymnastiek, flexibele verdraaiing, behendig jongleren en sierlijke choreografie maakt zij deze act. Met behulp van zilveren hoepels en mooie zijden linten danst en springt zij over het podium.
Power TrackUit magische wijze verschijnt er een trampoline in het podium. Levendige gymnastiek, verbazingwekkende hoogtes en snelheden maken dit tot een grandioze trampoline act.
Russian BarsHoge acrobatische flyers worden gemaakt op een enkele, dubbele of drievoudige bar welke rust op de schouders van krachtige catchers. Op ongelooflijke snelheden worden gesynchroniseerde salto's gemaakt op een flexibele bar van twee tot zes centimeter in breedte.
Synchronized TrapezeJeugdig en vrij, het acrobatische duo voert spins en adembenemende manoeuvres perfect synchroon uit. Aan de trapeze waar deze kunstenaars een worden, tarten zij de zwaartekracht en maken opmerkelijke harmonie.